# Бурдонський Олександр Васильович
Олександр Васильович Бурдонський (14 жовтня 1941, Куйбишев, РРФСР, СССР — 24 травня 2017, Москва, Росія) — радянський і російський режисер-постановник Центрального академічного театру російської армії. Народний артист Російської Федерації.
Старший син генерал-лейтенанта авіації Василя Сталіна, онук радянського диктатора Йосипа Сталіна.

## Життєпис
Народився 14 жовтня 1941 року в Куйбишеві в сім'ї Василя Сталіна і Галини Бурдонської.
Закінчив Калінінське суворовське училище і режисерський факультет ГІТІСу. Так само вступив на акторський курс студії при театрі «Современник» до Олега Єфремова.
Після закінчення ГІТІСу в 1971 Бурдонського запрошує грати шекспірівського Ромео Анатолій Ефрос в Московському драматичному театрі на Малій Бронній. Через три місяці Марія Кнебель кличе в Театрі російської армії ставити спектакль «Той, хто отримує ляпаса» Леоніда Андрєєва, в якому зіграли Андрій Попов і Володимир Зельдін. Після здійснення цієї постановки в 1972 році головний режисер ЦТСА Андрій Олексійович Попов запропонував Олександру Бурдонському залишитися в театрі.
Протягом десяти років разом з Еліною Бистрицької викладав в ГІТІСі.
Перший з нащадків Сталіна опублікував результати дослідження своєї Y-ДНК.
Помер вночі 24 травня 2017 року на 76-му році життя від проблем з серцем в госпіталі в Москві. Прощання пройде 26 травня в Театрі російської армії.
Прощальна церемонія відбулася 26 травня. Тіло було кремоване в крематорії Миколо-Архангельського кладовища Москви.

## Сім'я
- Дружина — Дале Тумалявичуте, яка працювала головним режисером Молодіжного театру[6]. Овдовів, дітей не мав[7].

## Творчість

### Постановки
- «Той, хто отримує ляпаса»
- «Дама з камеліями»
- «Сніги впали»
- «Сад»
- «Орфей спускається в пекло»
- «Васса Желєзнова»
- «Ваша сестра і полонянка»
- «Мандат»
- «Умови диктує леді»
- «Останній палко закоханий»
- «Британіка»
- «Дерева вмирають стоячи»
- «Дует для солістки»
- «Шаради Бродвею»
- «Арфа вітання»
- «Запрошення в замок»
- «Дуель королеви»
- «Срібні дзвіночки»
- «Та, яку не чекають …»
- «Чайка»
- «Гра на клавішах душі» за п'єсою «Лів Штайн» Н. Харатішвілі
- «З тобою і без тебе»
- «Цей божевільний Платонов» за п'єсою «Безбатченківщина» А. П. Чехова

## Визнання та нагороди
- Заслужений діяч мистецтв РРФСР (1985)
- Народний артист Російської Федерації (1996)[8]